# Велика Влашка (Тесалија)
Велика Влашка или Велика Влахија (грч.  [Megáli Vlakhía] — Мегали Влахија; Великовлашка или Великовлахија, грч.  [Megalovlakhía] — Мегаловлахија), била је средњовековна област, која је у периоду од 12. до 14. века обухватала знатан део Тесалије, док је планински део области у суседном Епиру био познат и као Горња Влашка или Горња Влахија (грч.  [Áno Vlakhía] — Ано Влахија). Даље према југу простирала се Мала Влашка или Мала Влахија (  [Mikrí Vlakhía] — Микри Влахија; Маловлашка или Маловлахија,   [Mikrovlakhía] — Микровлахија) у планинским областима суседне Етолије и Акарнаније.
Област је била етнички мешовита, а насељавали су је Власи (Цинцари), Грци и Словени, а касније и Арбанаси. Након првобитне византијске власти (до 1204. године), на тим просторима су се смењивале многе државне власти: Солунска краљевина, Солунско царство, Епирска деспотовина, Тесалска кнежевина, поново Византија, а затим Српско царство и обновљена Тесалска кнежевина. Област је крајем 14. века потпала под османску власт.

## Назив
Област је добила назив по локалним Власима, односно Цинцарима, који су првобитно настањивали брдско-планинске крајеве у масиву Пинда, на границама између Тесалије и Епира, а временом су се проширили и према нижим крајевима, тако да је читава област управо по њима прозвана Влахијом, односно Влашком.

## Историја
Све до 1204. године, целокупно подручје Тесалије, Епира, Етолије и Акарнаније, укључујући и Велику Влашку, налазило се под византијском влашћу, коју је у Тесалији сменила крсташка Солунска краљевина. Све те области су потом интегрисане у западногрчко Солунско царство, од кога су касније настале Епирска деспотовина и Тесалска кнежевина. Управо је Кнежевина Тесалија, која је постојала од 1268. до 1318. године, често називана и Великом Влашком. Област је потом враћена под непосредну власт Византије, а затим је током 1347. и 1348. године укључена у састав Српског царства. Затим се налазила у саставу одељене државе Симеона Немањића, а потом је дошло до обнављања Тесалске кнежевине, којом су владали Филантропени. Област је крајем 14. века потпала под османску власт.